# ويليام روبرت يونغ
ويليام روبرت يونغ (بالإنجليزية: William Robert Young)‏ هو سياسي بريطاني (وحمل سابقاً جنسية المملكة المتحدة لبريطانيا العظمى وأيرلندا)، ولد في 1856، وتوفي في 12 سبتمبر 1933. انتخب عضو مجلس الملكة الخاص بأيرلندا.